# Spanne (Wirtschaft)
Als Spanne (englisch spread) bezeichnet man in der Wirtschaft allgemein die Differenz zwischen zwei einheitsgleichen zu vergleichenden ökonomischen Größen.

Angebot und Nachfrage: Darstellung des zeitlichen Verlaufs der Tiefe des Orderbuchs einer Wechselstube. Die x-Achse ist der Preis, die y-Achse ist die akkumulierte Tiefe. Bids (Käufer, grün) befinden sich links, asks (Verkäufer, rot) rechts, in der Mitte ist der Spread.

## Allgemeines
Die Spanne beschreibt die Spreizung oder Differenz zwischen zwei vergleichbaren ökonomischen Größen. Als Indikator findet die Spanne insbesondere Anwendung im Wertpapierhandel und in der Volkswirtschaftslehre. Hierbei gilt allgemein, dass je breiter eine Spanne ausfällt, desto höher die Kredit-, Markt- und Liquiditätsrisiken sind und desto höher die Gewinnspannen ausfallen und umgekehrt. Die Spanne ist eine betriebswirtschaftliche Kennzahl und gehört zu den wichtigsten Marktdaten im Finanzwesen.

## Arten
Man unterscheidet kursbezogene, zinsbezogene, termingeschäftsbezogene Spannen und die Spannen im Optionshandel.

### Kursbezogene Spannen
Die Geld-Brief-Spanne (englisch bid-ask spread) ist bei Wertpapieren, Devisen, Sorten, Edelmetallen (Finanzinstrumente) und Waren (englisch Commodities) die Differenz zwischen Geld- und Briefkurs. Sie wird auch als Marktbreite bezeichnet und ist ein Liquiditätsmaß, da sie die Transaktionskosten der Marktteilnehmer angibt.
{\displaystyle {\text{Geld-Brief-Spanne}}={{\text{Briefkurs}}-{\text{Geldkurs}}}}
Die Geld-Brief-Spanne spiegelt die Brutto-Gewinnspanne der Kreditinstitute und sonstiger Marktteilnehmer wider. Sie verkaufen aus ihrer Sicht zum höheren Briefkurs (englisch ask) und kaufen zum niedrigeren Geldkurs (englisch bid). Geld- und Briefkurse gibt es sowohl an der Börse als auch im außerbörslichen Handel. Die Kurszusätze hierfür lauten „G“ und „B“. Bei Wertpapieren bedeuten diese jedoch, dass kein Börsenumsatz stattfand und entweder zwar Nachfrage vorhanden war, jedoch zum gebotenen Preis kein Angebot („G“) oder zwar Angebot vorhanden war, jedoch zum geforderten Preis keine Nachfrage vorlag („B“).
Im Market Making von Jumbo-Pfandbriefen ist die Spanne fest definiert und laufzeitabhängig. Bei Laufzeiten bis zu drei Jahren beträgt die Spanne 0,05 Eurocent, 3–6 Jahre 0,06 Eurocent, über 6 Jahre bis einschließlich 8 Jahre 0,08 Eurocent und darüber hinaus 0,10 Eurocent. Die Spanne signalisiert dem Market-Maker, ob er eine eingegangene Long- oder Short-Position wieder glattstellen kann.
Es kann ferner zwischen der expliziten und der impliziten Geld-Brief-Spanne unterschieden werden. Während die explizite Geld-Brief-Spanne aus tatsächlichen Geld- und Briefkursen sofort ermittelbar ist, handelt es sich bei der impliziten Geld-Brief-Spanne um eine Schätzung aus vorangegangenen Transaktionen und Renditen.
Im Devisengeschäft wird auch die Differenz zwischen Kassakurs (englisch spot price) und Terminkurs (englisch forward price) als Spanne bezeichnet. Die Differenz beider Kurse heißt bei Mengennotierung Deport (Abschlag), wenn der Devisenterminkurs unter dem Kassakurs liegt oder Report (Aufschlag), wenn der Devisenterminkurs höher ist als der Kassakurs. Bei Devisenswaps, die aus der Kombination eines Kassageschäfts mit einem Termingeschäft bestehen, sind Kassakurs und Terminkurs von Interesse. Die Differenz beider Kurse ist die Spanne, die in diesem Falle Swapsatz genannt wird. Bei Commodities beinhaltet die Spanne zwischen Kassa- und Terminkurs die Kapitalkosten und Lagerkosten sowie die Prämie für die sofortige Verfügbarkeit des Basiswerts. Im Falle von Rohstoffen besteht meist ein Deport-Markt (englisch Backwardation), auf dem der Kurswert für die sofortige Verfügbarkeit überwiegt und deshalb die Kassakurse höher liegen als die Terminkurse. Das Gegenteil mit höheren Terminkursen heißt Contango; beide sind für Spekulations- und Arbitragegeschäfte geeignet.
Die Wechselkursbandbreiten waren im Devisenmarkt in Zeiten fester Wechselkurse feststehende Kursspannen zwischen Geld- und Briefkurs, die nicht unter- oder überschritten werden durften. Dieses Wechselkursregime besteht seit der Einführung des Euro im Januar 1999 nicht mehr, so dass die Fremdwährungen im Rahmen des Floating frei schwanken dürfen. Übrig geblieben sind bei Devisen noch die Spannen zwischen Geld- und Briefkurs.

### Zinsbezogene Spannen
Die Zinsdifferenzen aus den unterschiedlichen Zinsniveaus an den Geld- und Kapitalmärkten werden auch als Zinsspreads (nicht zu verwechseln mit Zinsspannen) bezeichnet. Die Differenz zwischen langfristigen Zinsen des Kapitalmarkts und kurzfristigen Zinsen des Geldmarkts wird als stilistische Zinsstrukturkurve bezeichnet. Üblich ist ein Vergleich zwischen 10-jährigen und 3-monatigen Zinssätzen. Dabei stellt die Differenz zwischen dem Nennwert und dem Kurswert eines Wertpapiers die künftigen Renditeerwartungen dar. Diese Differenz wird insbesondere durch den risikofreien Marktzins und die Zinsdifferenz bestimmt. Die Zinsdifferenz gilt als Indikator für makroökonomische Phänomene. So werden einer steilen Zinsstrukturkurve mit niedrigen Zinsen im Geldmarkt expansive Effekte zugeschrieben und umgekehrt.
Die Renditedifferenz aus einer Anleihe gegenüber dem vergleichbaren risikolosen Zins (zu gleicher Laufzeit) wird als Kreditaufschlag bezeichnet. Sie ist von der Bonität des Schuldners abhängig und liefert ein Risikomaß für das Ausfallrisiko – genauer entspricht sie gerade dem Preis, der am Markt für das zugehörige Ausfallrisiko vergütet wird. Die Höhe des Kreditaufschlages ist allerdings nicht nur von der Laufzeit und der Schuldnerbonität abhängig, sie unterliegt selbst auch Marktschwankungen. Das daraus resultierende Risiko für den Anleger wird – zusammen mit dem Risiko der Bonitätsänderung des Schuldners – als Spreadrisiko bezeichnet.
So ist es beispielsweise üblich, bei einer Unternehmensanleihe nicht die absolute Rendite anzugeben, sondern vielmehr den Kreditaufschlag gegenüber einer als weitgehend risikolos betrachteten Staatsanleihe bester Bonität. Je höher der Kreditaufschlag, umso höher ist das Bonitätsrisiko einer Anleihe einzustufen. Die Preise von Credit Default Swaps (CDS, also Kreditausfall-Tauschgeschäften) werden als CDS-Spreads bezeichnet und stehen über Börseninformationssysteme für zahlreiche Emittenten und verschiedene Restlaufzeiten zur Verfügung.

### Termingeschäftsbezogene Spannen
Als „Spread“ oder „Straddle“ bezeichnet man im Terminhandel den gleichzeitigen Kauf und Verkauf von Termingeschäften mit verschiedenen Laufzeiten am selben Markt, mit verschiedenen Basiswerten oder an verschiedenen Börsen (der letzte Fall wird besser Arbitrage genannt). Diese Spread-Geschäfte zielen nicht auf absolute Preisänderungen bei einem Termingeschäft ab, sondern auf eine Änderung der Preisdifferenz zwischen dem erworbenen und dem veräußerten Termingeschäft.

### Optionsstrategie
Auch eine Optionsstrategie bei Derivaten heißt Spread. Sie beinhaltet, dass gleichzeitig zwei Optionen gleicher Art (Kauf oder Verkauf) gekauft und verkauft werden, wobei sich beide Optionen nur im Basispreis oder Verfalldatum unterscheiden. Ist der Optionspreis der verkauften Option höher als der der gekauften Option, entsteht ein Überschuss. Mit Hilfe solch eines Spreads kann das Risiko gegenüber dem alleinigen Kauf (oder Verkauf) von Kaufoptionen (englisch Calls) oder Verkaufsoptionen (englisch Puts) stärker begrenzt werden, weil der maximale Gewinn oder Verlust von vorneherein feststeht. Als übergeordnete Arten gibt es bei den Preis-Spreads die Hausse-Spreads (englisch bull spreads, bei steigenden Kursen) und Baisse-Spreads (englisch bear spreads, bei sinkenden Kursen). Ihre Unterarten heißen Bull Call Spread und Bull Put Spread sowie Bear Call Spread und Bear Put Spread. Hausse-Spreads und Baisse-Spreads sind durch den Butterfly spread miteinander verbunden.

## Bedeutung
Spannen gelten oft als Frühindikatoren, weil sie Hinweise darauf geben können, wie ein Risiko gegenwärtig einzuschätzen ist und sich künftig entwickeln kann. Spannen sind regelmäßig Vergleichszahlen, mit deren Hilfe auch Risikoprognosen möglich sind. Ein Vergleich von Rating und Kreditaufschlägen beispielsweise zeigt, dass eine Veränderung des Letzteren früher eintritt als die Ratingmigration. Die Ratingagenturen reagieren im Regelfall mit einer Zeitverzögerung auf eingetretene Risikoveränderungen, während der Markt diese Veränderungen über die Spannen frühzeitig anzeigt.